# Девочкино (Тульская область)
Де́вочкино — деревня в составе Северного муниципального образования Чернского района Тульской области РФ, входит в состав территории, относящейся к Вельеникольской сельской администрации с центром в селе Велье-Никольское. До апреля 2014 года входила в состав ныне упразднённого Поповского сельского поселения.

## География
Деревня расположена на обоих берегах реки Черни в 2 км от сельского административного центра — села Велье-Никольского, в 13 км (по автодороге) от центра муниципального образования — деревни Поповка 1-я.

## История
Название могло быть получено во время заселения этих девственных — необжитых, нетронутых мест. Время образования поселения неизвестно. Предполагается, что оно появилось до постройки в селении храма. Упоминание о селении сохранилось в списке Дозорной книги поместных и вотчинных земель Чернского уезда письма Поликарпа Давыдова и подьячего Матвея Лужина за 1615 год, где сказано: «Сельцо Девичье, на речке на Черни, под Большим лесом. А в ней церковь Великие Мученицы Парасковеи, нарицаемые Пятницы, древяна (деревянная), клетцки. А в церкви Божие милосердие: образы и книги, и ризы, и всякое церковное строенья мирское. Да на церковной земле: во дворе поп Федор Игнатьев, во дворе понамарь Федка Петров». Упоминается также в Писцовой книге Чернского уезда за 1630—1631 гг. как село Девичье Пятницкого стана с церковью Параскевы Пятницы. В 1835 году приход был упразднён, в том числе и за ветхостью храма. Статус села был утерян и, теперь уже деревню, причислили к приходу Николаевской церкви села Велье-Никольское. В это же время в деревне «Вышняя Девотчкина» (Хотяновке) — ныне не существующее село Знаменское, находящейся выше по течению реки Черни, помещицей Александрой Васильевной Желябужской была заложена каменная церковь во имя Нерукотворного образа Спасителя. В 1859 году в деревне Девочкино насчитывалось 20 крестьянских дворов, в 1915 году — 48.

## Население
| Годы      | 1857  | 1859 | 1915 | 2010 |
| --------- | ----- | ---- | ---- | ---- |
| Население | 225 * | 255  | 397  | 9    |

* 12 человек военного ведомства, 213 — крепостных помещичьих